# Río Bravo (Suchitepéquez)
Río Bravo es un municipio que pertenece al departamento de Suchitepéquez, en la República de Guatemala. Antiguamente se le conocía como «San Francisco Río Bravo» y perteneció al municipio de Santa Bárbara. Su población se estableció en las cercanías del río Bravo, de allí proviene su nombre.
Se ubica a 127 km de la Ciudad de Guatemala, situándose en la llanura costera junto al Océano Pacífico, debido a esto su temperatura se mantiene normalmente en 32°C aunque desciende a 22 °C o asciende a 37 °C.

## Demografía
La población de Río Bravo en su mayoría es ladina, contándose con población Maya en las comunidades Colonia Sololateca y Comunidad Agraria La Campesina.  Muchos habitantes emigran hacia la Ciudad de Guatemala porque en ella se encuentran la mayoría de industrias y fuentes de trabajo, y el resto hacia los Estados Unidos.

## División política
Un pueblo, ocho aldeas, cinco colonias, tres caseríos,  cuatro comunidades, diez lotificaciones, un área y cuatro parcelamientos.

## Geografía física
La extensión territorial del Municipio es de 305 km² a una elevación media de 151 m s. n. m.

### Distancias
El Municipio de Río Bravo dista de la cabecera departamental de Mazatenango, treinta y cinco kilómetros en carretera asfaltada, utilizando para el efecto la carretera Internacional CA-2, pasando el cruce del municipio de Tiquisate, Escuintla. Para la capital de la República hay 128 km desde el Casco Urbano. 

### Hidrografía
El municipio de Río Bravo cuenta con catorce ríos, un riachuelo, y veintidós zanjones; en la parte alta existen algunos nacimientos de agua de menor importancia. La cabecera municipal se abastece desviando agua del río. El territorio está comprendido entre las cuencas Madre Vieja y Nahualate.
| Tipo        | Listado                                                        | Tipo           | Listado                                |
| ----------- | -------------------------------------------------------------- | -------------- | -------------------------------------- |
| Ríos        | San Francisco, el Río Bravo y el río Siguacán                  | Aguas termales | Finca El Recuerdo                      |
| Nacimientos | Finca La Colonia, Lotificación Santo Tomas, Colonia Las Flores | Lagunas        | Finca Mángales y Lotificación Río Seco |

### Clima
Precipitación pluvial: se observa una precipitación pluvial abundante (aproximadamente 3.248 mm) durante los meses de mayo a octubre, mientras que en los meses de noviembre a abril se considera una época seca.  La temperatura promedio del municipio es de 30 °C y el clima es cálido.
El clima en la cabecera municipal es tropical (Clasificación de Köppen: Am).
| Parámetros climáticos promedio de Río Bravo | Parámetros climáticos promedio de Río Bravo | Parámetros climáticos promedio de Río Bravo | Parámetros climáticos promedio de Río Bravo | Parámetros climáticos promedio de Río Bravo | Parámetros climáticos promedio de Río Bravo | Parámetros climáticos promedio de Río Bravo | Parámetros climáticos promedio de Río Bravo | Parámetros climáticos promedio de Río Bravo | Parámetros climáticos promedio de Río Bravo | Parámetros climáticos promedio de Río Bravo | Parámetros climáticos promedio de Río Bravo | Parámetros climáticos promedio de Río Bravo | Parámetros climáticos promedio de Río Bravo |
| Mes                                         | Ene.                                        | Feb.                                        | Mar.                                        | Abr.                                        | May.                                        | Jun.                                        | Jul.                                        | Ago.                                        | Sep.                                        | Oct.                                        | Nov.                                        | Dic.                                        | Anual                                       |
| ------------------------------------------- | ------------------------------------------- | ------------------------------------------- | ------------------------------------------- | ------------------------------------------- | ------------------------------------------- | ------------------------------------------- | ------------------------------------------- | ------------------------------------------- | ------------------------------------------- | ------------------------------------------- | ------------------------------------------- | ------------------------------------------- | ------------------------------------------- |
| Temp. máx. media (°C)                       | 32.4                                        | 33.1                                        | 34                                          | 34.3                                        | 33.7                                        | 32.6                                        | 32.4                                        | 32.5                                        | 31.5                                        | 31.8                                        | 31.9                                        | 31.9                                        | 32.7                                        |
| Temp. media (°C)                            | 25.7                                        | 26.1                                        | 27.2                                        | 28                                          | 28                                          | 27.4                                        | 27.1                                        | 27.1                                        | 26.4                                        | 26.6                                        | 26.4                                        | 25.8                                        | 26.8                                        |
| Temp. mín. media (°C)                       | 19.0                                        | 19.2                                        | 20.5                                        | 21.7                                        | 22.3                                        | 22.2                                        | 21.8                                        | 21.8                                        | 21.4                                        | 21.5                                        | 20.9                                        | 19.7                                        | 21                                          |
| Precipitación total (mm)                    | 8                                           | 15                                          | 41                                          | 122                                         | 338                                         | 512                                         | 432                                         | 484                                         | 576                                         | 584                                         | 128                                         | 19                                          | 3259                                        |
| Fuente: Climate-Data.org                    |                                             |                                             |                                             |                                             |                                             |                                             |                                             |                                             |                                             |                                             |                                             |                                             |                                             |

### Ubicación geográfica
Este municipio se localiza en la Costa Grande de Guatemala, específicamente en la Costa Sur y tiene las colindancias siguientes:
- Norte: con los municipios de Chicacao y Santa Bárbara, del departamento de Suchitepéquez; específicamente, colinda con la comunidad agraria «La Campesina» en Chicacao, y con la colonia «Las Flores» en Santa Bárbara.
- Sur: con la Aldea Morazán del municipio de Tiquisate, del departamento de Escuintla.
- Este: con los municipios de Santa Bárbara y Patulul, Suchitepéquez
- Oeste: con Chicacao, San José el Ídolo y Santo Domingo, municipios del departamento de Suchitepéquez[4]

|                                                 | Norte: Chicacao Santa Bárbara |                             |
| Oeste: Chicacao San José el Ídolo Santo Domingo |                               | Este: Santa Bárbara Patulul |
|                                                 | Sur: Tiquisate                |                             |

## Gobierno municipal
Los municipios se encuentran regulados en diversas leyes de la República, que establecen su forma de organización, lo relativo a la conformación de sus órganos administrativos y los tributos destinados para los mismos.  Aunque se trata de entidades autónomas, se encuentran sujetos a la legislación nacional y las principales leyes que los rigen desde 1985 son:
| N.º | Ley                                                | Descripción |
| --- | -------------------------------------------------- | --- |
| 1   | Constitución Política de la República de Guatemala | Tiene una regulación legal específica para los municipios en los artículos 253 al 262. |
| 2   | Ley Electoral y de Partidos Políticos              | Ley de carácter constitucional aplicable a los municipios en el tema de la conformación de sus autoridades electas. |
| 3   | Código Municipal                                   | Decreto 12-2002 del Congreso de la República de Guatemala. Tiene la categoría de ley ordinaria y contiene preceptos generales aplicables a todos los municipios, e inclusive contiene legislación referente a la creación de los municipios.             |
| 4   | Ley de Servicio Municipal                          | Decreto 1-87 del Congreso de la República de Guatemala. Regula las relaciones entra la municipalidad y los servidores públicos en materia laboral. Tiene su base constitucional en el artículo 262 de la constitución que ordena la emisión de la misma. |
| 5   | Ley General de Descentralización                   | Decreto 14-2002 del Congreso de la República de Guatemala. Regula el deber constitucional del Estado, y por ende del municipio, de promover y aplicar la descentralización y desconcentración económica y administrativa.                                |

El gobierno de los municipios está a cargo de un Concejo Municipal mientras que el código municipal —ley ordinaria que contiene disposiciones que se aplican a todos los municipios— establece que «el concejo municipal es el órgano colegiado superior de deliberación y de decisión de los asuntos municipales […] y tiene su sede en la circunscripción de la cabecera municipal»; el artículo 33 del mencionado código establece que «[le] corresponde con exclusividad al concejo municipal el ejercicio del gobierno del municipio».
El concejo municipal se integra con el alcalde, los síndicos y concejales, electos directamente por sufragio universal y secreto para un período de cuatro años, pudiendo ser reelectos.
Existen también las Alcaldías Auxiliares, los Comités Comunitarios de Desarrollo (COCODE), el Comité Municipal del Desarrollo (COMUDE), las asociaciones culturales y las comisiones de trabajo. Los alcaldes auxiliares son elegidos por las comunidades de acuerdo a sus principios y tradiciones, y se reúnen con el alcalde municipal el primer domingo de cada mes, mientras que los Comités Comunitarios de Desarrollo y el Comité Municipal de Desarrollo organizan y facilitan la participación de las comunidades priorizando necesidades y problemas.
Los alcaldes que ha habido en el municipio han sido:
| Año  | Nombre         | Obras                                                                                  |
| ---- | -------------- | -------------------------------------------------------------------------------------- |
| 1951 | José Fuentes   | Primer alcalde municipal, seleccionado por el Comité Cívico Pro Municipio de Río Bravo |
| 1954 | Daniel Foronda | Primer alcalde electo                                                                  |

## Historia
Su antigua población se estableció a inmediaciones del río Bravo y se llamó Caserío «San Francisco Rio Bravo» y pertenecía al municipio de Santa Bárbara. 

### sigloXX: creación del municipio
Por Acuerdo Gubernativo del 22 de enero de 1946 del gobierno del Dr. Juan José Arévalo, la actual cabecera se elevó a la categoría de pueblo; posteriormente, por Decreto n.º 226 del Congreso de la República, fue elevado a la categoría de Municipio, segregándolo del territorio de Santa Bárbara en acta del 10 de diciembre de 1951 del gobierno del coronel Jacobo Arbenz Guzmán. 
La gestión de la creación del municipio fue realizada por el Comité Cívico Pro Municipio de Río Bravo, con el respaldo de veintitrés propietarios y administradores de fincas, así como la mayoría de vecinos de la población. El censo del tres de abril de 1950, indica que Río Bravo contaba con mil trescientos habitantes al momento de su creación.[cita requerida]

### Linchamiento en 2015
En mayo de 2015 un video publicado en internet sobre el linchamiento de una muchacha de 16 años en Río Bravo se hizo viral y fue noticia internacional.  En el video, se observa que una turba de por lo menos cien personas rodea a un grupo de cinco individuos que la está golpeando y que ella grita pidiendo ayuda, sin que parezca que nadie intervenga para salvarla de la paliza o para extinguir el fuego.  Este hecho fue solamente uno más de los que ocurren en los municipios de Guatemala, en donde la labor de la Policía Nacional Civil, el Ministerio Público y los juzgados son insuficientes ante la ola de crímenes contra transportistas, en su mayoría cometidos por extorsionadores.
Los hechos ocurrieron en una calle principal del poblado y cuando parecía que el fuego se estaba apagando y que ella podría haberse salvado, una persona agrega más combustible y las llamas la consumen por completo. Algunos de los curiosos en la multitud están en estado de shock y algunos están eufóricos, pero nadie intervino.
Se presume que el ataque fue en represalia por la implicación de las muchachas el robo y asesinato de un conductor de taxi local con dos cómplices varones; sin embargo no es posible determinar si en realidad estaba involucrada o simplemente estaba en el lugar equivocado en el momento equivocado.

## Economía
La población rural se dedica en mayor grado a la agricultura. Las principales actividades económicas son: Agricultura, pecuaria y agroindustria. Sus principales cultivos son: caña de azúcar, hule, maíz, frijol, banano y plátano.
Funciona también una planta empacadora de nuez de macadamia y una planta procesadora de látex. También se realiza la producción artesanal como panela y jabón.

## Recursos naturales

### Flora y fauna
| Tipo  | Descripción | Listado                                                                                           |
| ----- | ----------- | ------------------------------------------------------------------------------------------------- |
| Flora | Madereros   | Hule, volador, conacaste, cedro, palo blanco, melina, caoba                                       |
| Flora | Cultivos    | caña, maíz, frijol, hule, bledo, hierba mora, chipilín, ayote, camote, tomate, piña y limón persa |